# 北比奥科省
北比奧科省（西班牙語：Bioko Norte）是非洲國家赤道幾內亞的一個省，位於比奧科島北部。面積776平方公里:4，2015年人口300,374人。首府為雷博拉。赤道幾內亞的首都馬拉博位於此省。